# Digital (Did You Tell)
«Digital (Did You Tell)»  —  третий сингл американской метал-группы Stone Sour с третьего студийного альбома Audio Secrecy, вышедшего в 2010 году.

## Лирика песни
В интервью для сайта Blabbermouth.net, Кори Тейлор рассказал о лирической составляющей песни:
В лирике песни говорится о изоляции цифрового мира, в котором все больше и больше людей боятся выйти из этой „цифровой изоляции“, вылезти из своего „кокона“. Они продолжают сидеть у своих мониторов и стараются вложить свои негативные эмоции в слова. Но это не помогает им освободится; в этом нет ничего живого. И короче [проще говоря], возьми перерыв, отключись, живи в своё удовольствие. Выйдите на улицу и познакомьтесь с жизнью, иначе она может исчезнуть.

## Список композиций
| №  | Название                              | Длительность |
| -- | ------------------------------------- | ------------ |
| 1. | «Digital (Did You Tell)» (Radio Edit) | 3:24         |

| №  | Название                                 | Длительность |
| -- | ---------------------------------------- | ------------ |
| 1. | «Digital (Did You Tell)» (Radio Edit)    | 3:22         |
| 2. | «Digital (Did You Tell)» (Album Version) | 3:58         |

## Участники записи и позиции в чартах
| Stone Sour - Кори Тейлор — вокал - Джеймс Рут — гитара - Джош Рэнд — гитара - Шон Экономаки — бас-гитара - Рой Майорга — ударные | Производство - П.Р Браун — режиссёр видеоклипа - Ник Рискулинеш — продюсер | Места в чартах \| Чарт (2010) \| Макс. позиция \| \| ------------------------------------ \| ------------- \| \| Billboard Hot Mainstream Rock Tracks \| 14 \| |
| Чарт (2010) | Макс. позиция                                                              | |
| Billboard Hot Mainstream Rock Tracks                                                                                             | 14                                                                         | |